# Тікунов Вадим Степанович
Вади́м Степа́нович Тікуно́в (8 квітня 1921, місто Симбірськ, Російська Федерація — 16 серпня 1980, місто Яунде, Камерун) — радянський державний діяч, дипломат, генерал внутрішньої служби 2-го рангу (відповідає генерал-лейтенанту), міністр внутрішніх справ (далі — громадської безпеки) РРФСР. Депутат Верховної Ради РРФСР 6-го скликання (від Чечено-Інгуської АРСР). Депутат Верховної Ради СРСР 7-го скликання. Кандидат у члени ЦК КПРС у 1961—1971 роках..  

## Життєпис
Народився 8 квітня 1921 року в Симбірську. У 1939 році закінчив середню школу
У 1939—1942 роках навчався в Алма-Атинському державному юридичному інституті.
Член ВКП(б) з 1942 року.
З серпня 1942 по березень 1944 року — секретар Актюбінського обласного комітету комсомолу, 
У березні 1944 — вересні 1945 року — інструктор, керівник групи відділу пропаганди і агітації ЦК ВЛКСМ.
У вересні 1945 — березні 1947 року — 2-й секретар ЦК ЛКСМ Естонії.
У березні 1947 — лютому 1951 року — 1-й секретар Владимирського обласного комітету ВЛКСМ.
У лютому 1951 — січні 1952 року — секретар Владимирського міського комітету ВКП(б).
У січні — червні 1952 року — секретар Владимирського обласного комітету ВКП(б).
З червня 1952 року — в апараті ЦК КПРС, з червня 1954 по листопад 1958 року — завідувач сектора органів державної безпеки відділу адміністративних органів ЦК КПРС. З листопада 1958 по серпень 1959 року — заступник завідувача відділу адміністративних органів ЦК КПРС.
З 1959 року — в органах держбезпеки СРСР. З 28 серпня 1959 по 21 липня 1961 року — заступник голови КДБ СРСР. 
З 25 липня 1961 по 17 вересня 1966 року — міністр внутрішніх справ РРФСР (з грудня 1962 року — Міністерство охорони громадського порядку РРФСР).
У липні 1966 року, коли було створене Міністерство охорони громадського порядку СРСР, очікувалось, що його очолить Тікунов, проте у вересні 1966 року міністром був призначений Щолоков, близький до Брежнєва. Тікунов був переведений на роботу в апарат ЦК КПРС.
З 1967 по жовтень 1969 року — заступник голови Комісії ЦК КПРС з виїздів за кордон. 
З жовтня 1969 по 1974 рік — радник-посланець в посольстві СРСР в Румунії.
29 березня 1974 — 28 серпня 1978 року — надзвичайний і повноважний посол СРСР у Верхній Вольті.
28 серпня 1978 — 16 липня 1980 року — надзвичайний і повноважний посол СРСР у Камеруні, надзвичайний і повноважний посланець 1-го рангу.
Помер 16 липня 1980 року в Яунде (Камерун).

## Нагороди
- орден Леніна (1961)
- орден Трудового Червоного Прапора (28.10.1948)
- інші нагороди